# Magyarországi Iszlám Kulturális Egyesület
A Magyarországi Iszlám Kulturális Egyesület egy nonprofit szervezet, amit 2006 őszén magyar és magyarországi török muszlimok alapítottak. A szervezet elnöke Fadil Basar újságíró és építési vállalkozó. Az egyesület központja, és egyben mecsete Budapesten, Kőbányán, a Makk utca 6/A alatt található. 2016-ban fennállásának nincs nyoma.
A Magyarországi Iszlám Kulturális Egyesületet Süleyman Hilmi Tunahan követői alkotják.
Az Egyesület akkor vált országosan ismertté, amikor 2008 márciusában elterjedt a hír, hogy egymilliárd forintos projekt keretében felújítanák a szigetvári várat, ahol egy iszlám vagy török kulturális központot is létesítenének.